# SpVgg Bayern Hof 2013-2014
Questa voce raccoglie le informazioni riguardanti la SpVgg Bayern Hof nelle competizioni ufficiali della stagione 2013-2014.

## Stagione
Nella stagione 2013-2014 il Bayern Hof, allenato da Daniel Felgenhauer e Michael Voigt, concluse il campionato di Regionalliga Baviera al 17º posto.

## Rosa
| N. |                        | Ruolo | Calciatore          |
| -- | ---------------------- | ----- | ------------------- |
| 1  | Germania (bandiera)    | P     | Andreas Schall      |
| 2  | Romania (bandiera)     | D     | Cosmin-Adrian Ichim |
| 3  | Germania (bandiera)    | D     | Daniel Gareis       |
| 4  | Germania (bandiera)    | C     | Florian Rupprecht   |
| 5  | Germania (bandiera)    | D     | Alexander Bareuther |
| 6  | Germania (bandiera)    | D     | Ahmet Gezer         |
| 6  | Germania (bandiera)    | C     | Vignon Amegan       |
| 7  | Germania (bandiera)    | D     | Christian Schraps   |
| 8  | Germania (bandiera)    | A     | Josef Rodler        |
| 9  | Stati Uniti (bandiera) | A     | Jacob Wilson        |
| 10 | Germania (bandiera)    | C     | Daniel Schäffler    |
| 11 | Germania (bandiera)    | A     | Ali Durkan          |
| 12 | Germania (bandiera)    | A     | Thomas Stock        |

| N. |                      | Ruolo | Calciatore          |
| -- | -------------------- | ----- | ------------------- |
| 13 | Germania (bandiera)  | C     | Harald Fleischer    |
| 14 | Germania (bandiera)  | C     | Daniel Meyer        |
| 17 | Germania (bandiera)  | D     | Marcel Findeiß      |
| 18 | Germania (bandiera)  | C     | Sebastian Bösel     |
| 19 | Germania (bandiera)  | C     | Cenk Imsak          |
| 20 | Germania (bandiera)  | C     | Fernando Redondo    |
| 22 | Rep. Ceca (bandiera) | P     | Jiří Bertelman      |
| 23 | Germania (bandiera)  | A     | Christopher Klaszka |
| 25 | Turchia (bandiera)   | C     | Tuna Güven          |
| 26 | Ungheria (bandiera)  | A     | Szabolcs Pál        |
| 27 | Rep. Ceca (bandiera) | D     | František Kura      |
| 28 | Germania (bandiera)  | C     | Waldemar Schneider  |
| 30 | Germania (bandiera)  | D     | Alexander Kurz      |

## Organigramma societario
Area tecnica
- Allenatore: Michael Voigt
- Allenatore in seconda:
- Preparatore dei portieri: Roland Grüner
- Preparatori atletici:
- Analisi video:

## Calciomercato

### Sessione estiva
| Acquisti | Acquisti            | Acquisti           | Acquisti |
| R.       | Nome                | da                 | Modalità |
| -------- | ------------------- | ------------------ | -------- |
| A        | Josef Rodler        | Bayreuth           |          |
| C        | Cenk Imsak          | Pipinsried         |          |
| C        | Vignon Amegan       | Eltersdorf         |          |
| D        | Alexander Bareuther | Greuther Fürth U19 |          |
| P        | Jiří Bertelman      | Baník Sokolov      |          |
| A        | Miroslav Čertík     | 1. FC Trogen       |          |
| D        | František Kura      | SpVgg Selbitz      |          |
| D        | Alexander Kurz      | Jahn Ratisbona II  |          |
| C        | Florian Rupprecht   | Jahn Ratisbona U19 |          |
| A        | Thomas Stock        | Erzgebirge Aue II  |          |

| Cessioni | Cessioni          | Cessioni             | Cessioni |
| R.       | Nome              | a                    | Modalità |
| -------- | ----------------- | -------------------- | -------- |
| D        | Felix Strootmann  | SpVgg Selbitz        |          |
| C        | Florian Ascherl   | Bayreuth             |          |
| A        | Cem Ekinci        | Seligenporten        |          |
| A        | Perparim Gashi    | Bayreuth             |          |
| C        | Christian Knorr   | Seligenporten        |          |
| D        | Sebastian Lindner | Dergah Spor Nürnberg |          |
| C        | Daniel Schäffler  | Eintracht Bamberga   |          |

### Sessione invernale
| Acquisti | Acquisti     | Acquisti | Acquisti |
| R.       | Nome         | da       | Modalità |
| -------- | ------------ | -------- | -------- |
| A        | Jacob Wilson | Vasas    |          |

| Cessioni | Cessioni        | Cessioni      | Cessioni |
| R.       | Nome            | a             | Modalità |
| -------- | --------------- | ------------- | -------- |
| A        | Miroslav Čertík | SpVgg Selbitz |          |

## Risultati

### Regionalliga

#### Girone di andata
| Arbitro: | Achmüller |

|          |           |              |
| Kurz 25’ | Marcatori | 11’ Neumeyer |

| Arbitro: | Kornblum |

|                    |           |                          |
| Eibl 11’ Huber 90’ | Marcatori | 10’ Gareis 61’ Schneider |

| Arbitro: | Wander |

|                  |           |                    |
| Klaszka 10’, 27’ | Marcatori | 44’ (rig.) Gärtner |

| Arbitro: | Zacher |

|                            |           |  |
| Steininger 11’ Drexler 82’ | Marcatori |  |

| Arbitro: | Schieder |

|  |           |           |
|  | Marcatori | 6’ Müller |

| Arbitro: | Bloch |

|               |           |               |
| Breu 15’, 70’ | Marcatori | 3’, 64’ Ichim |

| Arbitro: | Solter |

|                                |           |  |
| Schneider 43’ Bösel 80’ (rig.) | Marcatori |  |

| Arbitro: | Huber |

|             |           |                                      |
| Görtler 52’ | Marcatori | 48’, 62’, 87’ Ichim 59’ (rig.) Bösel |

| 17 agosto 2013 9ª giornata |  | – turno di riposo |  |  |

| Arbitro: | Kornblum |

|  |           |                      |
|  | Marcatori | 34’ Jäckel 90’ Heyer |

| Arbitro: | Hartl |

|                           |           |                     |
| Chessa 15’ Green 54’, 76’ | Marcatori | 56’ Meyer 90’ Imsak |

| Arbitro: | Bloch |

|          |           |  |
| Kura 39’ | Marcatori |  |

| Arbitro: | Kornblum |

|             |           |  |
| Katerna 73’ | Marcatori |  |

| Arbitro: | Pongratz |

|  |           |                             |
|  | Marcatori | 10’ Lux 78’ Klar 80’ Morina |

| Arbitro: | Huber |

|                        |           |  |
| Bonfert 30’ Jocham 42’ | Marcatori |  |

| Arbitro: | Schieder |

|  |           |                    |
|  | Marcatori | 5’ Uhde 47’ Clarke |

| Arbitro: | Pongratz |

|                                                         |           |          |
| Einsiedler 3’ Wiedmann 38’ Majdancevic 89’ Staudigl 90’ | Marcatori | 35’ Kurz |

| Arbitro: | Mix |

|                   |           |          |
| Pál 50’ Bösel 90’ | Marcatori | 84’ Paul |

| Arbitro: | Zacher |

|                                                                            |           |  |
| Duhnke 6’ Bieber 18’ Wirsching 29’ Murphy 52’ Endres 76’ Bieler 82’ (rig.) | Marcatori |  |

#### Girone di ritorno
| Arbitro: | Bloch |

|                      |           |         |
| Ott 19’ Knežević 78’ | Marcatori | 7’ Kurz |

| Arbitro: | Grimmeißen |

|           |           |              |
| Imsak 38’ | Marcatori | 9’ Pillmeier |

| Arbitro: | Stein |

|                  |           |          |
| Klement 40’, 87’ | Marcatori | 45’ Kura |

| Arbitro: | Brand |

|                   |           |                       |
| Pál 21’ Kubek 60’ | Marcatori | 45’ Bauer 78’ Civelek |

| Arbitro: | Beitinger |

|                     |           |  |
| Ofosu 78’ Prinz 90’ | Marcatori |  |

| Arbitro: | Kornblum |

|  |           |                           |
|  | Marcatori | 2’ Breu 9’ Denk 89’ Fries |

| Arbitro: | Dietz |

|          |           |                             |
| Bari 86’ | Marcatori | 47’ (rig.) Bösel 58’ Rodler |

| Arbitro: | Beretic |

|  |           |               |
|  | Marcatori | 83’ Wenninger |

| 22 marzo 2014 28ª giornata |  | – turno di riposo |  |  |

| Arbitro: | Huber |

|                                |           |                    |
| Mache 46’ Kraus 62’ Jäckel 79’ | Marcatori | 15’ Pál 83’ Rodler |

| Arbitro: | Fleischmann |

|  |           |                                       |
|  | Marcatori | 34’ (rig.), 84’ (rig.) Friesenbichler |

| Arbitro: | Berg |

|           |           |                          |
| Friedl 7’ | Marcatori | 6’, 9’ Schraps 45’ Meyer |

| Arbitro: | Marx |

|                    |           |                   |
| Kurz 13’ Meyer 44’ | Marcatori | 66’ Roas 89’ Jakl |

| Arbitro: | Zacher |

|                                       |           |  |
| Lux 16’ Rinke 48’ Morina 82’ Klar 84’ | Marcatori |  |

| Arbitro: | Beitinger |

|                       |           |  |
| Schäffler 41’ Pál 90’ | Marcatori |  |

| Arbitro: | Fleischmann |

|                                       |           |            |
| Thommy 16’, 60’ Clarke 35’ Müller 62’ | Marcatori | 70’ Wilson |

| Arbitro: | Wander |

|            |           |  |
| Rodler 71’ | Marcatori |  |

| Arbitro: | Stein |

|                                    |           |                      |
| Steimel 44’ Schmitt 58’ Bläser 90’ | Marcatori | 31’ Meyer 84’ Wilson |

| Arbitro: | Treiber |

|                                  |           |            |
| Kura 27’ Pál 75’ (rig.) Kurz 90’ | Marcatori | 16’ Bieber |

## Statistiche

### Statistiche di squadra
| Competizione         | Punti | In casa | In casa | In casa | In casa | In casa | In casa | In trasferta | In trasferta | In trasferta | In trasferta | In trasferta | In trasferta | Totale | Totale | Totale | Totale | Totale | Totale | DR  |
| Competizione         | Punti | G       | V       | N       | P       | Gf      | Gs      | G            | V            | N            | P            | Gf           | Gs           | G      | V      | N      | P      | Gf     | Gs     | DR  |
| -------------------- | ----- | ------- | ------- | ------- | ------- | ------- | ------- | ------------ | ------------ | ------------ | ------------ | ------------ | ------------ | ------ | ------ | ------ | ------ | ------ | ------ | --- |
| Regionalliga Baviera | 36    | 18      | 7       | 4       | 7       | 19      | 23      | 18           | 3            | 2            | 13           | 23           | 45           | 36     | 10     | 6      | 20     | 42     | 68     | -26 |
| Totale               | 36    | 18      | 7       | 4       | 7       | 19      | 23      | 18           | 3            | 2            | 13           | 23           | 45           | 36     | 10     | 6      | 20     | 42     | 68     | -26 |

### Andamento in campionato
| Giornata  | 1 | 2  | 3 | 4  | 5  | 6  | 7  | 8 | 9 | 10 | 11 | 12 | 13 | 14 | 15 | 16 | 17 | 18 | 19 | 20 | 21 | 22 | 23 | 24 | 25 | 26 | 27 | 28 | 29 | 30 | 31 | 32 | 33 | 34 | 35 | 36 | 37 | 38 |
| --------- | - | -- | - | -- | -- | -- | -- | - | - | -- | -- | -- | -- | -- | -- | -- | -- | -- | -- | -- | -- | -- | -- | -- | -- | -- | -- | -- | -- | -- | -- | -- | -- | -- | -- | -- | -- | -- |
| Luogo     | C | T  | C | T  | C  | T  | C  | T |   | C  | T  | C  | T  | C  | T  | C  | T  | C  | T  | T  | C  | T  | C  | T  | C  | T  | C  |    | T  | C  | T  | C  | T  | C  | T  | C  | T  | C  |
| Risultato | N | N  | V | P  | P  | N  | V  | V |   | P  | P  | V  | P  | P  | P  | P  | P  | V  | P  | P  | N  | P  | N  | P  | P  | V  | P  |    | P  | P  | V  | N  | P  | V  | P  | V  | P  | V  |
| Posizione | 8 | 10 | 6 | 10 | 12 | 12 | 11 | 6 | 9 | 11 | 13 | 12 | 12 | 13 | 14 | 15 | 15 | 14 | 14 | 16 | 15 | 15 | 15 | 16 | 17 | 15 | 15 | 16 | 17 | 17 | 15 | 17 | 17 | 16 | 17 | 17 | 17 | 17 |

Legenda:

Luogo: C = Casa; T = Trasferta. Risultato: V = Vittoria; N = Pareggio; P = Sconfitta.

### Statistiche dei giocatori
| V. Amegan    | 22 | 0 | 2  | 2 |
| A. Bareuther | 21 | 0 | 1  | 0 |
| J. Bertelman | 26 | 0 | 1  | 0 |
| S. Bösel     | 31 | 4 | 7  | 0 |
| A. Durkan    | 2  | 0 | 0  | 0 |
| M. Findeiß   | 4  | 0 | 0  | 0 |
| H. Fleischer | 27 | 0 | 6  | 0 |
| D. Gareis    | 31 | 1 | 4  | 0 |
| A. Gezer     | 0  | 0 | 0  | 0 |
| T. Güven     | 0  | 0 | 0  | 0 |
| C. Ichim     | 29 | 5 | 4  | 0 |
| C. Imsak     | 13 | 2 | 1  | 0 |
| C. Klaszka   | 5  | 2 | 1  | 0 |
| J. Kubek     | 19 | 1 | 2  | 1 |
| F. Kura      | 34 | 3 | 11 | 0 |
| A. Kurz      | 35 | 5 | 4  | 0 |
| D. Meyer     | 25 | 4 | 0  | 0 |
| S. Pál       | 18 | 5 | 8  | 0 |
| F. Redondo   | 16 | 0 | 4  | 0 |
| J. Rodler    | 15 | 3 | 3  | 0 |
| F. Rupprecht | 11 | 0 | 2  | 0 |
| A. Schall    | 10 | 0 | 1  | 0 |
| W. Schneider | 23 | 2 | 3  | 0 |
| C. Schraps   | 30 | 2 | 6  | 0 |
| D. Schäffler | 11 | 1 | 1  | 0 |
| T. Stock     | 22 | 0 | 1  | 0 |
| J. Wilson    | 9  | 2 | 1  | 0 |
| M. Čertík    | 8  | 0 | 1  | 0 |